# Дауд Хан
Дауд Хан (урду داؤد خان پنی; д/н — 6 вересня 1715) — 2-й наваб Аркоту у 1703—1710 роках, 2-й наваб Карнула в 1690—1703 роках, військовий і державний діяч Імперії Великих Моголів.

## Життєпис
Походив з пуштунського племені панні. Дата народження невідома, народився в Біджапурі. Десь у 1680-х роках опинився на службі в могольського падишаха Аурангзеба. виявивши військовий хист. Стає помічником, а потім заступником Зульфікар Алі-хана, що боровся проти маратхів. 1690 року за звитягу при облозі фортеці Панхала отримав титул набоба і володіння Карнул.
У 1690—1695 роках був учасником облоги фортеці Ґінджі, де відзначився лише жорстокістю, плюндрування навколишніх селищ та знищенням дрібних укроіплень маратхів. Водночас став відомий як неабиякий п'яниця. Втім саме завдяки спритності Дайд Хана вдалося у січні 1698 року нарешті захопити фортецю Ґінджі (під час другої облоги).
З 1701 року стає самостійним командувачем, що боровся проти дрібних князівств півдня Індостану. 1702 року отримав наказ Аурангзеба блокувати британський форт Сент-Джордж, облога якого тривала 3 місяці. Втім Британська Ост-Індська-компанія змогла домогтися миру з падишахом.
1703 року Дауд Хана було призначено навабом Аркоту, а посада наваба Карнула перейшла до його родича Ібрагім Хана. Багато зробив на перетворення Аркоту на дійсну резиденцію навабства. Невдовзі отримав від падишаха управління над усіма територіями на південь від річки Крішна. Купив в Вімаладгармасур'ї II, магараджи Канді, 30 або 35 бойових слонів. Поступово налагодив відносини з Томасом Піттом, британським губернаторм Мадрасу, надавши 1708 року Британській Ост-Індській компанії 5 сіл на захід від Тірувоттіюр.
1710 року було призначено очільником над усіма субами Декану. Водночас засновано Аркотську субу, на чолі якої поставлено Мухаммада Саадатула-хана. 1713 року після захоплення Фарук-сіяром трону фактично став незалежним. 1714 року призначено субадармо Гуджарату, але туди дайд Хан не прибув. 1715 року проти нього виступила могольське військо на чолі із Сайїдом Хусейном. В битві біля Бурханпура Дауд Хана було вбито раптовою кулею, а його військо зазнало поразки.